# Тузьмо-Чабья
Тузьмо-Чабья — деревня в Кизнерском районе Удмуртии, входит в Балдеевское сельское поселение. Находится в 11 км к юго-востоку от Кизнера, в 47 км к юго-западу от Можги и в 122 км к юго-западу от Ижевска.